# Temnothorax xiaoshu
Temnothorax xiaoshu (лат.) — вид мелких муравьёв рода Temnothorax из подсемейства мирмицины (Formicidae). Встречается в Китае.

## Этимология
Видовое название T. xiaoshu происходит от слова «Xiǎoshǔ» (小暑, «сяошу», «небольшая жара»), обозначающего один из 24 сроков (знаков зодиака) традиционного Китайского солнечного календаря (знак Рак, с 7 июля).

## Распространение
Китай: провинция Юньнань.

## Описание
Мелкие муравьи (около 3 мм), основная окраска тела коричневато-жёлтая. Новый вид сходен с T. liqiu, но отличается тем, что у нового вида дорсум головы и мезосома крупно сетчатые, при боковом виде петиолярный узел грубо конический с узко округлым дорсумом, и цвет тела оранжевый, брюшко черновато-коричневое; у T. liqiu дорсум головы и мезосома мелко сетчатые, при боковом виде петиолярный узел грубо трапециевидный с широко округлым дорсумом, и цвет тела красновато-коричневый, голова черновато-коричневая. Новый вид также похож на T. dashu, но отличается тем, что у нового вида метанотальная борозда сильно вдавлена при виде сбоку, проподеальные шипы такой же длины, как их базальная ширина, передний стебелёк такой же длины, как петиолярный узел, дорсум головы полностью сетчатый; у T. dashu метанотальный желобок слабо вдавлен при боковом виде, проподеальные шипы короче их базальной ширины, передний стебелёк короче петиолярного узла, дорсум головы в основном продольно морщинистый в центральной части и сетчатый латерально. Заднегрудь угловатая, с короткими проподеальными шипиками. Грудь и голова сверху с морщинками, профиль ровный, без промезонотального и метанотального шва. Брюшко гладкое и блестящее. Усики 12-члениковые. Вид был впервые описан в 2024 году китайскими мирмекологами Yu-Han Qian и Zheng-Hui Xu (Southwest Forestry University, Куньмин, Юньнань) по типовым материалам из Китая.

### Комментарии
1. ↑  В западном календаре это соответствует второй половине зодиакального знака Рак (с 7 июля), а в переводе означает «небольшая жара». Первой половине соответствует xiazhi и назван вид Temnothorax xiazhi.